# NGC 6604
NGC 6604 è un ammasso aperto di piccole dimensioni visibile nella costellazione della Coda del Serpente.
Si tratta di un oggetto molto giovane contenente un gran numero di stelle massicce e viene considerato il centro della brillante associazione OB Serpens OB2, legata a sua volta a diverse nebulose vicine, come Sh2-54 e la Nebulosa Aquila.

## Osservazione
NGC 6604 si individua nella parte sudorientale della costellazione, a circa 1° a nord della celebre Nebulosa Aquila, sul bordo di un tratto fortemente oscurato della Via Lattea; la sua distanza lo fa apparire ancora più piccolo, cosicché appare come un piccolo raggruppamento di stelle azzurre fortemente concentrato. Le sue componenti più luminose sono di settima e ottava magnitudine e sono pertanto osservabili anche con un binocolo; tuttavia, la grande concentrazione fa sì che attraverso piccoli strumenti appaia come una stella unica "estesa", o come un densissimo agglomerato di piccole stelline. Con un ingrandimento maggiore, come quello dei telescopi da 100mm in su, si possono distinguere le componenti con più facilità.
L'ammasso giace a sud dell'equatore celeste, sebbene non tanto da rendere impossibile l'osservazione da quasi tutte le aree popolate della Terra; di fatto appare circumpolare solo alle latitudini antartiche, mentre dalle regioni temperate boreali già appare relativamente alto sull'orizzonte. Il periodo più propizio per la sua osservazione nel cielo della sera è compreso fra i mesi di giugno e novembre.

## Caratteristiche
NGC 6604 è un ammasso estremamente giovane e compatto: stime sulla sua età indicano che le sue componenti stellari più massicce non superano i 4-5 milioni di anni. La determinazione della sua distanza, pari a circa 1700 parsec (5540 anni luce), ha permesso di stabilire anche la distanza dell'intero complesso nebuloso ad esso associato, quello di Sh2-54, che giace entro un raggio di poche decine di parsec. La stella dominante dell'ammasso è HD 167971, una supergigante blu di classe spettrale O8Ibf considerata fra le stelle di classe O più luminose della Via Lattea; essa è in realtà una stella tripla con componenti tutte di classe O, dunque stelle massicce e molto calde. Due delle componenti sono molto vicine fra loro e si eclissano a vicenda; ciò comporta una variazione della luminosità totale del sistema, che in circa 3,32 giorni oscilla fra le magnitudini 7,33 e 7,66. La sigla di stella variabile del sistema è MY Serpentis. A questo sistema si aggiunge HD 168112, una gigante blu di classe O5.5III con forti emissioni di onde radio.
NGC 6604 coincide con una brillante associazione OB, nota come Serpens OB2, di cui costituisce il nucleo più denso. La sua distanza, sui 1700 parsec (5540 anni luce) lo mette in relazione con la nebulosa Sh2-54, che fa parte del complesso nebuloso di cui fanno parte anche le Nebulosa Aquila e Omega, che riceve la radiazione delle stelle dell'associazione stessa. Serpens OB2 conta circa un centinaio di stelle giganti di classe O e B che giacciono circa 65 parsec a nord del piano galattico. Fra le componenti dell'associazione si trovano diverse stelle ben note in ambito astronomico, come la stella di Wolf-Rayet binaria CV Serpentis, la binaria HD 166734 e la multipla HD 167971. Il forte vento stellare delle sue componenti ha prodotto un fronte di onde d'urto che potrebbero essere responsabili della seconda generazione di stelle originatesi dalla regione, quelle della Nebulosa Aquila, nonché dei processi ancora in atto.